# Roman Kozak
Roman Efimovič Kozak in russo Роман Ефимович Козак? (Vinnycja, 29 giugno 1957 – Mosca, 27 maggio 2010) è stato un regista e attore russo.
Dal 2001 alla morte è stato direttore artistico del teatro Puškin di Mosca.
Roman Kozak era sposato con l'attrice Alla Sigalova.
È morto nel 2010 all'età di 52 anni a causa di un tumore
| Controllo di autorità | VIAF (EN) 2385148753685141320002 |